# جوناثان دانيال براون
جوناثان دانيال براون (بالإنجليزية: Jonathan Daniel Brown)‏ هو ممثل أمريكي، ولد في 1989 في الولايات المتحدة.

## أعمال

### أفلام
- (2012) المشروع إكس

## وصلات خارجية
- جوناثان دانيال براون على موقع IMDb (الإنجليزية)
- جوناثان دانيال براون على موقع قاعدة بيانات الفيلم (الإنجليزية)